# Динь-ле-Бен (округ)
Динь-ле-Бен (фр. Digne-les-Bains) — округ (фр. Arrondissement) во Франции, один из округов в регионе Прованс-Альпы-Лазурный берег. Департамент округа — Альпы Верхнего Прованса. Супрефектура — Динь-ле-Бен.
Население округа на 2006 год составляло 54 250 человек. Плотность населения составляет 22 чел./км². Площадь округа составляет всего 2465 км².